# Malachi Favors
Malachi Magoustous Favors (Lexington, 22 augustus 1937 - Chicago, 30 januari 2004) was een Amerikaanse jazzcontrabassist.

## Biografie
Favors speelde vanaf 15-jarige leeftijd contrabas. Na zijn militaire diensttijd in Korea werkte hij in Chicago midden jaren 1950 met muzikanten als Andrew Hill (o.a. in 1956 voor het doowop-label Ping Records), nu en dan ook met de trompettisten Dizzy Gillespie en Freddie Hubbard. In 1960 werd hij lid van The Experimental Band van Muhal Richard Abrams. Sinds de oprichting was hij lid van de AACM. In 1966 werd hij lid van het kwartet van Roscoe Mitchell, waaruit het Art Ensemble of Chicago ontstond. Tijdens zijn jarenlange lidmaatschap bij deze band werkte hij mee aan talrijke albums en speelde hij naast contrabas ook citer, banjo, mondharmonica, drums en andere instrumenten.
Buiten het Art Ensemble werkte Favors ook met muzikanten als Archie Shepp, Sunny Murray, Dewey Redman, Muhal Richard Abrams en de band The Ritual Trio. Met Lester Bowie nam hij het album From the Root to the Source op en in 1977 verscheen zijn soloalbum Natural and the Spiritual. In 1994 speelde Favors met Roman Bunka en Fathy Salama tijdens de Berliner Jazztage. Daarbij ontstond de cd Color Me Cairo bij Enja Records. In 1998 nam hij in duet met de bassist Tatsu Aoki het album 2x4 (Southport) op. Nog kort voor zijn overlijden ontstond het album Maghostut Trio – Live at Last bij RogueArt.

## Overlijden
Malachi Favors overleed in januari 2004 op 66-jarige leeftijd aan alvleesklierkanker.